# Saint-Beauzire (Puy-de-Dôme)
Saint-Beauzire è un comune francese di 2 156 abitanti situato nel dipartimento del Puy-de-Dôme nella regione dell'Alvernia-Rodano-Alpi.

## Società

### Evoluzione demografica
Abitanti censiti
- Wikimedia Commons contiene immagini o altri file su Saint-Beauzire